# Peter Gric
Peter Gric (* 1968, Brno, Československo) je rakouský malíř, kreslíř a občasný ilustrátor původem z Česka. V jeho umění se objevují náměty futuristických krajin a architektury, biomechanického surrealismu a fantaskního realismu. Je členem uměleckých skupin Libellule a Labyrinthe.

## Život
Narodil se roku 1968 v Brně jako jediné dítě umělcům Ludmile (1942, Pitín) a Jaroslavu Grici (1937, Brno). Rodiče již v jeho raném věku objevili a podporovali jeho talent v kresbě a malbě. Pod falešnou záminkou, cesty na dovolenou, v roce 1980 spolu s rodiči emigroval přes Maďarsko a Jugoslávii do Rakouska. Tam jeden rok strávili na venkově v Reichenau an der Rax, avšak poté se přestěhovali do Lince. Zde Peter Gric dokončil základní školu a vystudoval grafický design na Umělecko-průmyslové škole (Höhere Technische Lehranstalt). Roku 1988 se přestěhoval do Vídně, kde začal studovat magisterský program u Prof. Arika Brauera na Akademii umění ve Vídni, který je jedním ze zakladatelů Vídeňské školy fantaskního realismu. Studium dokončil roku 1993. Již během studia byl na mnoha skupinových výstavách, což nastartovalo úspěšné prodeje jeho děl. V roce 1996 hostoval na přednášce o spojení malby a počítačové grafiky na Akademii umění. Peter Gric má dvě dcery Emilii (*2002) a Natalii (*2005). Později se v roce 2009 přestěhoval s rodinou z Vídně do Oberhöfleinu nedaleko hory Hohe Wand.

## Umění

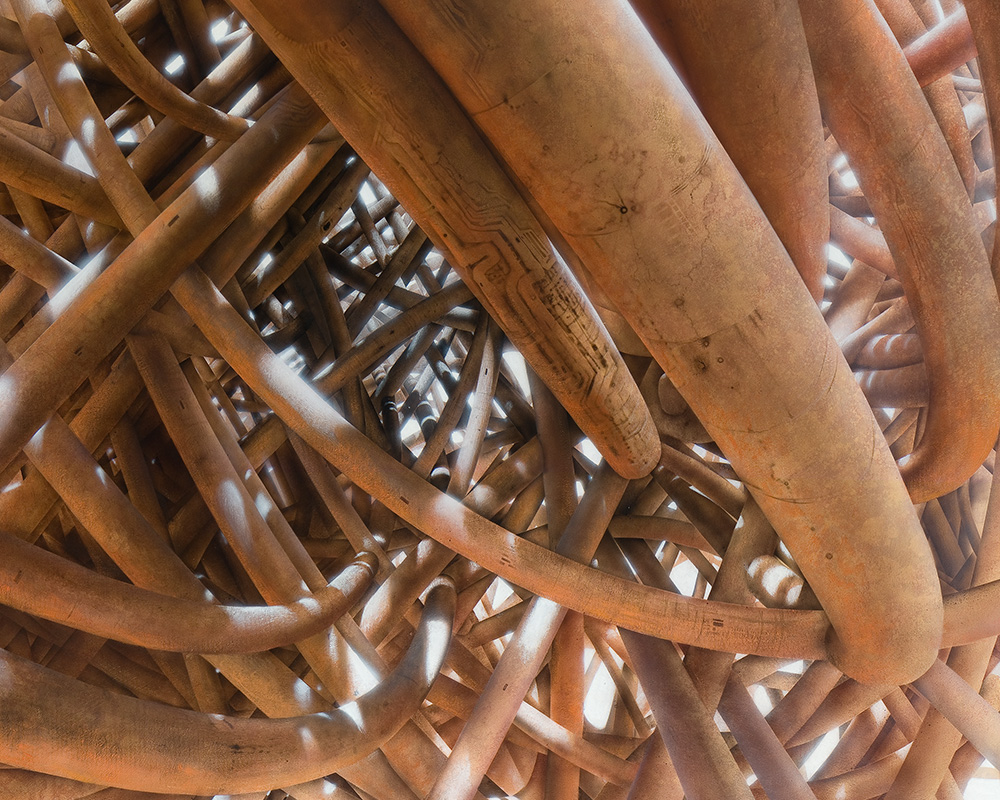
Obraz Síť IV (fragment), akryl na plátně

Uměním se živí, ale věnuje se mu velmi nepravidelně. Před výstavami pracuje intenzivně, ale mnohdy i týdny netvoří a experimentuje s grafickými programy a geometrií pro své nové náměty. Menší formáty mu zaberou několik dní až týdnů. Těm velkým se věnuje i měsíce. Mnoho jich ale má rozděláno a dokončuje je i po několika letech. Některé jeho obrazy mají i několik metrů.

### Technika
Jeho malby jsou velmi precizní a technicky dokonalé. Využívá nejčastěji olej, akryl nebo kombinaci obou. Při práci používá i stříkací pistoli. Většinu prací si navrhuje v grafických programech a složitější kompozice a geometrii modeluje v 3D softwaru. Avšak čistě počítačovou grafiku nedělá.

### Náměty
V jeho umění se mísí náměty futuristických krajin a architektury, biomechanického surrealismu a fantaskního realismu. Je velmi vzdušné, kombinující známé věci s fantaskními prvky a různými geometrickými strukturami. Před samotnou uměleckou kariérou ho velmi inspirovali sci-fi ilustrátoři Chris Moore, Peter Elson a také filmy Star Wars. Avšak v jeho tvorbě na něj měli velký vliv surrealistické malby jeho otce a známí umělci, Salvador Dalí, Giorgio de Chirico, Max Ernst, Ernst Fuchs, Rudolf Hausner, Samuel Bak, Alfred Kubin, Hans Ruedi Giger a později i Zdzisław Beksiński, Odd Nerdrum a De Es Schwertberger. Mnoho inspirace čerpá z přírody a architektury. Je fascinován erozí, abstraktní geometrií a krásou ženského těla, což se reflektuje v jeho dílech. Svá díla tvoří podle vizí a fantazie, které sám nedokáže vysvětlit. Podobně jako Zdzisław Beksiński se o možné interpretace nestará.

## Výstavy a práce
V roce 2007 se podílel na návrhu opony pro produkci SamPlay Hamlet in Rock. Roku 2010 pracoval na konceptu designu pro projekt "At the Mountains of Madness" režiséra Guillermo del Toro. Od roku 2011 učí na Akademii umění ve Vídni.
Mnoho děl se nachází v soukromých a veřejných sbírkách: Rakouská Galerie Belveder; Immuno AG; Městská galerie v Traun; Kunstlerhaus Mnichov; Art Visionary Collection v Melbourne; Rardy van Soest Collection v Houten, Nizozemí; Trierenberg Art v Traun.

### Výstavy
1989
- Závěrečná výstava Akademie umění ve Vídni

1990
- Gallery Lehar, Vídeň
- Magisterská třída A. Brauera, Rakouská Galerie Belveder

1993
- Výstava magisterské třídy v Municipal Gallery Traun, Rakousko
- Room for international realism in Furth, Německo
- Výstava Spiegelsprung v Akademii umění ve Vídni
- Diploma Exhibition '93, Akademie umění ve Vídni

1994
- Gallery 1990, Eisenstadt, Rakousko
- Kick off, Akademie umění ve Vídni
- Gallery lldiko Risse, Wessling, Německo

1995
- Architectural Illusions, Frank's, Vídeň (samostatná výstava)
- Rieter Meets Art (industrial design), Winterthur, Švýcarsko a Milán, Itálie

1997
- Gallery 1990, Eisenstadt, Rakousko

1998
- Radnice Germering, Německo

2000
- Phantastik am Ende der Zeit, Stadtmuseum Erlangen, Německo
- Kunstpavillon Alter Botanischer Garten, Mnichov, Německo

2002
- Labyrinthe - Welt als Ratsel, Schloss Honhardt, Německo

2003
- Das Alchimistische Werk II, das NÖ Dokumentationszentrum für Moderne Kunst, St. Pölten, Rakousko
- Art Visionary Collection, Orange Regional Gallery, Orange, Austrálie
- Art Visionary Collection, Global Arts Link, Ipswich, Rakousko
- Artefakte, Galery AKUM, Vídeň (soukromá výstava)

2004
- Vom Surrealismus zu Moderne, Barockschloss Riegersburg, Rakousko

2005
- Erotikon, Galery 1990, Eisenstadt, Rakousko

2006
- Die neue Donauschule, Kunstlerhaus Andreasstadel, Regensburg, Německo
- Artificial Spaces, Hypo-Alpe-Adria-Bank, Bělehrad, Srbsko (soukromá výstava)
- Artificial Spaces, Karmeliterkirche, Vídeňské Nové Město, Rakousko (soukromá výstava)

2007
- Hlavní regionální expozice Feuer und Erde, Waidhofen an der Ybbs, Rakousko
- Alternative Welten, Gallery Zentrum, Vídeň
- Metamorphosis, Galerie 10, Vídeň

2008
- Gric: Paintings 1994 - 2008, Bast-Art Gallery, Vídeň (soukromá výstava)
- L’Ange exquis, Rosny sur Seine – Hospicy Saint Charles, Francie
- Gric: Bilder 1994 – 2008, Galerie bast-art, Vídeň (soukromá výstava)
- Drei, Dom Galerie, Vídeňské Nové Město, Rakousko
- Auf Amors Flügeln, Barockschloss Riegersburg, Rakousko
- L’Ange exquis, Viechtach, Altes Rathaus, Německo
- L’Ange exquis, Viroflay, A l‘Ecu de France Gallery, Francie

2009
- Peter Gric at the Hofburg, kongresové centrum Hofburgu, Vídeň (soukromá výstava)
- art-imaginär 2009, Neustadt a Mussbach, Německo

2010
- Dreamscape 2010, Amsterdam, Nizozemí
- Ancient Civilisations / Alien Technologies, Temple of Visions Gallery, Los Angeles, USA
- Die Macht der Phantasie, Barockschloss Riegersburg, Rakousko
- beinArt Collective, Copro Gallery, Santa Monica, USA
- real-irreal-surreal, Trierenberg Art, Traun, Rakousko
- iPax2010, Altes Rathaus, Viechtach, Německo
- Chimeria, Sedan, Francie

2011
- Dystopia, Copro Gallery, Santa Monica, USA

2012
- Android Awakening (soukromá výstava), Copro Gallery, Santa Monica, USA[13]
- Anomalies, beinArt Collective, Copro Gallery, Santa Monica, USA
- Jump in the Fire, Start Gallery, Detroit, USA
- Taboo, Last Rites Gallery, NY, USA[14]
- Astronauten, Phantasten Museum, Vídeň, Rakousko[15]
- Visionares, QCC Art Gallery, NY, USA[16]
- IMAGO - Phantastic Art, Barockschloss Riegersburg,Rakousko[17]

2013
- 5 year anniversary show. Last Rites Gallery, New York[18]
- beinArt Collective 2013, Copro Gallery, Santa Monica, USA[19]
- Context art Miami, (reprezentováno Vimm-Gallery), Miami, USA[20]

2014
- LA Art Show 2014, Los Angeles, USA[21]
- Scope New York 2014, New York, USA[22]

## Publikace
- 1990 - Meisterschule Brauer - Oberes Belvedere '90, Hubert Adolph, Arik Brauer, Regine Schmidt - Austrian Gallery Belvedere, Vídeň
- 1993 - Peter Gric - Katalog, Dalibor Truhlar - Edition Lyra, ISBN 3-901431-03-9
- 1993 - Akademie der bildenden Künste - Diplomarbeiten 1993, Carl Pruscha - Academy of Fine Arts,Vídeň
- 1994 - Kick off - Academy of Fine Arts, Vídeň
- 1997 - Vier Meisterschulen für Malerei der Akademie der bildenden Künste Wien, Dr. Heinz Fischer, Elisabeth v. Samsonow, Arik Brauer - Academy of Fine Arts, Vídeň
- 2000 - Phantastik am Ende der Zeit, Thomas Engelhardt, Christine Ivanovic - Town Museum Erlangen, ISBN 3-930035-03-0
- 2000 - gegen-stand - Projekt Donauauen, Wilhelm Molterer, Dr.Bernd Lötsch - Naturhistorisches Museum, Vídeň
- 2001 - ARSFANTASTICA - Die Sammlung bei der Ernst Fuchs Pate stand, Hubert Klocker, Gerhard Habarta, Milan Vukovich - ISMAEL.cc
- 2004 - Trierenberg Art - Kunst im Werk, Christian Trierenberg, Dr. Christian Hinterobermaier - Trierenberg Holding AG
- 2004 - The illustrated to think like God : Pythagoras and Parmenides : the origins of philosophy, Arnold Hermann - Parmenides Publishing, ISBN 1-930972-17-2
- 2007 - Metamorphosis - beinArt, ISBN 978-0-9803231-0-8
- 2007 - L’ange exquis: Être Ange, Étrange - Libellule Ltd.
- Obrázky, zvuky či videa k tématu Peter Gric na Wikimedia Commons